# Volta a Catalunya de 1988
La Volta a Catalunya de 1988 va ser 68a edició de la Volta Ciclista a Catalunya. Es disputà en 6 etapes del 2 al 7 de setembre de 1988 amb un total de 998,4 km. El vencedor final fou el navarrès Miguel Indurain de l'equip Reynolds per davant de Laudelino Cubino del BH, i de Marino Lejarreta del Caja Rural.
La Federació Internacional de ciclisme professional (FICP) va obligar a reduir el nombre de dies de competició. La tercera i la sisena etapa estaven dividides en dos sectors. Els temps de la contrarellotge per equips no sumaven sinó que s'aplicaven les bonificacions.
Miguel Indurain guanyava la primera de les seves tres "Voltes". El triomf final va ser molt ajustat amb només 8 segons de diferència.

## Etapes
| Etapa | Data          | Ciutats d'etapa                             | km    | Vencedor de l'etapa         | Líder de la general     |
| ----- | ------------- | ------------------------------------------- | ----- | --------------------------- | ----------------------- |
| 1a    | 2 de setembre | Salou – Salou                               | 156,8 | Mathieu Hermans (NED)       | Mathieu Hermans (NED)   |
| 2a    | 3 de setembre | La Pineda – Sant Joan Despí                 | 191,8 | Alfonso Gutiérrez (ESP)     | Alfonso Gutiérrez (ESP) |
| 3a A  | 4 de setembre | L'Hospitalet de Llobregat – Barcelona (CRE) | 16,8  | Del Tongo-Colnago (ITA)     | Franco Ballerini (ITA)  |
| 3a B  | 4 de setembre | Barcelona – Platja d'Aro                    | 111,6 | Czesław Lang (POL)          | Franco Ballerini (ITA)  |
| 4a    | 5 de setembre | Platja d'Aro - Manresa                      | 175,5 | Miquel Àngel Iglesias (ESP) | Franco Ballerini (ITA)  |
| 5a    | 6 de setembre | Bagà - Super Espot                          | 187,8 | Arsenio González (ESP)      | Laudelino Cubino (ESP)  |
| 6a A  | 7 de setembre | Tremp – Tremp (CRI)                         | 28,7  | Miguel Indurain (ESP)       | Miguel Indurain (ESP)   |
| 6a B  | 7 de setembre | Tremp – Lleida                              | 128,4 | Jacques Hanegraaf (NED)     | Miguel Indurain (ESP)   |

### 1a etapa[1]
02-09-1988: Salou – Salou, 158,8 km.:
|   | Ciclista                     | Equip      | Temps      |
| - | ---------------------------- | ---------- | ---------- |
| 1 | Mathieu Hermans (NED)        | Caja Rural | 3h 52' 49" |
| 2 | Alfonso Gutiérrez (ESP)      | Teka       | m. t.      |
| 3 | Manuel Jorge Domínguez (ESP) | BH         | m. t.      |

|   | Ciclista                     | Equip      | Temps      |
| - | ---------------------------- | ---------- | ---------- |
| 1 | Mathieu Hermans (NED)        | Caja Rural | 3h 52' 49" |
| 2 | Alfonso Gutiérrez (ESP)      | Teka       | m. t.      |
| 3 | Manuel Jorge Domínguez (ESP) | BH         | m. t.      |

### 2a etapa[2]
03-09-1988: La Pineda – Sant Joan Despí, 191,8 km.:
|   | Ciclista                    | Equip     | Temps      |
| - | --------------------------- | --------- | ---------- |
| 1 | Alfonso Gutiérrez (ESP)     | Teka      | 4h 55' 01" |
| 2 | Casimiro Moreda (ESP)       | CLAS      | m. t.      |
| 3 | Miquel Àngel Iglesias (ESP) | Helios-CR | m. t.      |

|   | Ciclista                    | Equip     | Temps      |
| - | --------------------------- | --------- | ---------- |
| 1 | Alfonso Gutiérrez (ESP)     | Teka      | 8h 47' 50" |
| 2 | Miquel Àngel Iglesias (ESP) | Helios-CR | m. t.      |
| 3 | Casimiro Moreda (ESP)       | CLAS      | m. t.      |

### 3a etapa A[3]
04-09-1988: L'Hospitalet de Llobregat – Barcelona, 16,8 km. (CRE):
| Resultat de la 3a etapa A \| \| Equip \| Temps \| \| - \| ----------------------- \| ------- \| \| 1 \| Del Tongo-Colnago (ITA) \| 19' 40" \| \| 2 \| BH (ESP) \| + 04" \| \| 3 \| Panasonic-Isostar (NED) \| + 09" \| |                         |         |
| | Equip                   | Temps   |
| 1 | Del Tongo-Colnago (ITA) | 19' 40" |
| 2 | BH (ESP)                | + 04"   |
| 3 | Panasonic-Isostar (NED) | + 09"   |

### 3a etapa B[3]
04-09-1988: Barcelona – Platja d'Aro, 111,6 km. :
|   | Ciclista               | Equip              | Temps      |
| - | ---------------------- | ------------------ | ---------- |
| 1 | Czesław Lang (POL)     | Del Tongo-Colnago  | 2h 31' 19" |
| 2 | Michael Wilson (AUS)   | Weinmann-La Suisse | + 03"      |
| 3 | Eric Van Lancker (BEL) | Panasonic-Isostar  | m. t.      |

|   | Ciclista               | Equip             | Temps       |
| - | ---------------------- | ----------------- | ----------- |
| 1 | Franco Ballerini (ITA) | Del Tongo-Colnago | 11h 18' 29" |
| 2 | Luca Rota (ITA)        | Del Tongo-Colnago | m. t.       |
| 3 | Eric Van Lancker (BEL) | Panasonic-Isostar | + 01"       |

### 4a etapa[4]
5-09-1988: Platja d'Aro - Manresa, 175,5 km.:
|   | Ciclista                    | Equip     | Temps      |
| - | --------------------------- | --------- | ---------- |
| 1 | Miquel Àngel Iglesias (ESP) | Helios-CR | 4h 44' 26" |
| 2 | Miguel Indurain (ESP)       | Reynolds  | + 01"      |
| 3 | Josep Recio (ESP)           | Kelme     | m. t.      |

|   | Ciclista               | Equip             | Temps       |
| - | ---------------------- | ----------------- | ----------- |
| 1 | Franco Ballerini (ITA) | Del Tongo-Colnago | 16h 03' 07" |
| 2 | Luca Rota (ITA)        | Del Tongo-Colnago | m. t.       |
| 3 | Eric Van Lancker (BEL) | Panasonic-Isostar | + 01"       |

### 5a etapa[5]
6-09-1988: Bagà - Super Espot, 187,8 km. :
|   | Ciclista               | Equip      | Temps      |
| - | ---------------------- | ---------- | ---------- |
| 1 | Arsenio González (ESP) | Teka       | 5h 11' 47" |
| 2 | Laudelino Cubino (ESP) | BH         | + 7' 27"   |
| 3 | Marino Lejarreta (ESP) | Caja Rural | + 7' 46"   |

|   | Ciclista               | Equip    | Temps       |
| - | ---------------------- | -------- | ----------- |
| 1 | Laudelino Cubino (ESP) | BH       | 21h 22' 24" |
| 2 | Miguel Indurain (ESP)  | Reynolds | + 17"       |
| 3 | Álvaro Pino (ESP)      | BH       | + 19"       |

### 6a etapa A[6]
7-09-1988: Tremp – Tremp, 29,7 km. (CRI):
| Resultat de la 6a etapa A \| \| Ciclista \| Equip \| Temps \| \| - \| ---------------------- \| ---------- \| ------- \| \| 1 \| Miguel Indurain (ESP) \| Reynolds \| 40' 59" \| \| 2 \| Laudelino Cubino (ESP) \| BH \| + 25" \| \| 3 \| Marino Lejarreta (ESP) \| Caja Rural \| + 27" \| |                        |            |         |
| | Ciclista               | Equip      | Temps   |
| 1 | Miguel Indurain (ESP)  | Reynolds   | 40' 59" |
| 2 | Laudelino Cubino (ESP) | BH         | + 25"   |
| 3 | Marino Lejarreta (ESP) | Caja Rural | + 27"   |

### 6a etapa B[6]
7-09-1988: Tremp – Lleida, 128,4 km.:
|   | Ciclista                | Equip        | Temps      |
| - | ----------------------- | ------------ | ---------- |
| 1 | Jacques Hanegraaf (NED) | Toshiba-Look | 3h 25' 31" |
| 2 | Alfonso Gutiérrez (ESP) | Teka         | + 03"      |
| 3 | Casimiro Moreda (ESP)   | CLAS         | m. t.      |

|   | Ciclista               | Equip      | Temps       |
| - | ---------------------- | ---------- | ----------- |
| 1 | Miguel Indurain (ESP)  | Reynolds   | 25h 29' 14" |
| 2 | Laudelino Cubino (ESP) | BH         | + 08"       |
| 3 | Marino Lejarreta (ESP) | Caja Rural | + 44"       |

## Classificació General
|    | Ciclista                  | Equip             | Temps       |
| -- | ------------------------- | ----------------- | ----------- |
| 1  | Miguel Indurain (ESP)     | Reynolds          | 25h 29' 14" |
| 2  | Laudelino Cubino (ESP)    | BH                | + 08"       |
| 3  | Marino Lejarreta (ESP)    | Caja Rural        | + 44"       |
| 4  | Álvaro Pino (ESP)         | BH                | + 51"       |
| 5  | Peio Ruiz Cabestany (ESP) | Chateau d'Ax      | + 2' 18"    |
| 6  | Eric Van Lancker (BEL)    | Panasonic-Isostar | + 2' 48"    |
| 7  | Enrique Aja (ESP)         | Teka              | + 2' 51"    |
| 8  | Robert Millar (GBR)       | Fagor             | + 3' 10"    |
| 9  | Luca Rota (ITA)           | Del Tongo-Colnago | + 3' 18"    |
| 10 | Edgar Corredor (COL)      | Café de Colombia  | + 3' 29"    |

## Classificacions secundàries
|   | Ciclista                   | Equip            | Punts    |
| - | -------------------------- | ---------------- | -------- |
| 1 | Arsenio González (ESP)     | Teka             | 39 punts |
| 2 | Iñaki Gastón (ESP)         | Kelme            | 33 punts |
| 3 | Juan Carlos Castillo (COL) | Café de Colombia | 21 punts |

|   | Ciclista                  | Equip             | Punts    |
| - | ------------------------- | ----------------- | -------- |
| 1 | Louis de Koning (NED)     | Panasonic-Isostar | 16 punts |
| 2 | Johannes Draaijer (NED)   | PDM               | 8 punts  |
| 3 | Pablo Moreno (ESP)        | Seur-Campagnolo   | 7 punts  |
| 3 | Juan Carlos Arribas (ESP) | BH                | 7 punts  |

|   | Ciclista                    | Equip     | Punts    |
| - | --------------------------- | --------- | -------- |
| 1 | Alfonso Gutiérrez (ESP)     | Teka      | 85 punts |
| 2 | Miguel Indurain (ESP)       | Reynolds  | 66 punts |
| 3 | Miquel Àngel Iglesias (ESP) | Helios-CR | 63 punts |

|   | Equip    | Nacionalitat | Temps       |
| - | -------- | ------------ | ----------- |
| 1 | Reynolds | Espanya      | 77h 34' 57" |
| 2 | Teka     | Espanya      | + 3' 15"    |
| 3 | BH       | Espanya      | + 3' 17"    |